# Phình Hồ
Phình Hồ là một xã thuộc tỉnh Lào Cai, Việt Nam.

## Địa lý
Xã Phình Hồ nằm ở phía huyện Trạm Tấu, có vị trí địa lý:
- Phía đông giáp huyện Văn Chấn
- Phía tây giáp xã Pá Hu
- Phía nam giáp xã Làng Nhì và xã Tà Si Láng
- Phía bắc giáp thị xã Nghĩa Lộ.

Xã Phình Hồ có diện tích 30,58 km², dân số năm 2019 là 1.530 người, mật độ dân số đạt 50 người/km².

## Hành chính
Xã Phình Hồ được chia thành 4 thôn: Chí Lư, Phình Hồ, Suối Xuân, Tà Chử.